# Надырова, Татьяна Павловна
Татьяна Павловна Надырова (урожд. Трегубчак; Захарова) (род. 29 января 1951, пос. Христиновка, Черкасская область, Украинская ССР, СССР) — советская баскетболистка. Заслуженный мастер спорта СССР (1976).
Окончила Московский технологический институт (1976), инженер-экономист.

## Биография
Родилась 29 января 1951 года в поселке Христиновка Киевской области (ныне — Черкасской области).
В пятом классе средней школы начала играть в баскетбол. После восьмого класса уехала учиться в Харьковский химико-механический техникум, тренировалась в харьковском клубе первой лиги «Авангард».
В 1970 году на соревнованиях предприятий химической промышленности в Северодонецке директор люберецкой ДЮСШ Леонид Терехов предложил ей поехать в подмосковный «Спартак», который тренировал его друга Давид Берлин. Юная баскетболиста поначалу не решалась, но Терехов сумел уговорить и её саму, и её маму.
В 1972—1983 выступала за «Спартак» (Московская область). По словам Давида Берлина, баскетбольной школы у неё никакой не было. Но она отличалась смелостью, редкой настойчивостью и отменным здоровьем. Три года упорно работала на тренировках и смогла добиться признания.
Завершив карьеру, занимается общественной деятельностью в сфере спорта.
Муж — боксер Бабан Надыров. Дети — дочь и сын Бабан.

## Достижения
- Чемпионка ОИ 1976, 1980
- Чемпионка мира 1975
- Чемпионка СССР 1978
- Серебряный призёр чемпионатов СССР 1976, 1979, 1980, 1981
- Бронзовый призёр чемпионатов СССР 1975
- Серебряный призёр VI (1975) и бронзовый — VII (1979) Спартакиад народов СССР
- Обладательница Кубка СССР 1973
- Обладательница Кубка Лилиан Ронкетти 1977, 1981
- Награждена орденом Дружбы народов и медалью «За трудовое отличие»

## Источник
Генкин З. А. Баскетбол: Справочник / Авт.-сост. З. А. Генкин, Е. Р. Яхонтов. — М.: Физкультура и спорт, 1983. — 224с.